# Al-Àixraf Janbalat
Al-Màlik al-Àixraf Janbalat (àrab: الملك الأشرف جنبلاط, al-Malik al-Axraf Janbalāṭ), més conegut simplement com al-Àixraf Janbalat, fou soldà mameluc de la dinastia burjita o circassiana (1499-1501).
El sultà adh-Dhàhir Qànsawh, amenaçat per un complot, va fugir (1499) i un altre mameluc aixrafí de nom Janbalat, que tenia uns 45 anys, va pujar al sultanat amb el títol d'al-Màlik al-Àixraf. El canceller Tuman-bay, un altre mameluc aixrafí que ja havia deposat el sultà an-Nàssir Muhàmmad ibn Qàït-bay (1498) quan era canceller, i que ara governava Síria, el va enderrocar el 1501. Janbalat va intentar resistir a la ciutadella, però fou derrotat, capturat i enviat a l'exili, a Alexandria, per ser més tard executat. Tuman-bay es va proclamar sultà.